# Querníctero
Querníctero ou encefalopatia bilirrubínica é uma lesão cerebral causada pela deposição de bilirrubina não conjugada nos gânglios da base e dos núcleos do tronco cerebral.